# 越前かにめし
越前かにめし（えちぜんかにめし）は、番匠本店が製造・販売する福井県を代表する駅弁である。

## 内容
1961年発売開始。ズワイガニの雌・セイコガニの赤肉と卵巣、みそなどをほぐし炊き込んだご飯の上に、カニのほぐし身をのせた、まさに蟹づくしのカニ丼。電子レンジで2 - 3分温めると更に美味しくなる。カニを模したプラスチック製の耐熱容器に詰められている。
デパートの駅弁大会では、毎回長蛇の列ができるなどとても人気のある駅弁で、香ばしい焼かにめしという高級バージョンもある。

## 販売場所
- 福井駅
- 武生駅
- 芦原温泉駅

このほか、「北陸トラベルサービス」直営売店（「北陸のえきべん」の名称で、福井駅のほか金沢・富山の各駅にもある）や、特急「サンダーバード（旧：雷鳥）」「しらさぎ」などの車内販売でも入手可能。